# Jean-Pierre Damien Delva
 (janvier 2017).
Pour les articles homonymes, voir Delva.
Jean-Pierre Damien Delva, aussi écrit Jean-Pierre Damien de Delva, est né à Haïti en 1813 et mort à Paris le 25 mars 1867. Il était un homme d'État et un général haïtien durant les dix ans de règne de l'empereur Faustin Ier.

## Biographie
Jean-Pierre Damien Delva épouse en 1833 la fille du général Morisset, ancien commandant de la garde d'honneur de Toussaint Louverture.
En 1834, il devient greffier du tribunal de paix de Port-au-Prince[réf. souhaitée]. En 1846, il devient sénateur. En 1849, il est fait comte de Dame-Marie par Faustin Soulouque lorsque celui-ci s’autoproclame empereur. Il occupera la fonction de Grand Chancelier de l'Empire durant les dix années du règne de ce dernier. Il est notamment ministre plénipotentiaire auprès du gouvernement français et jouit de l'estime de Napoléon III.
Lorsque Faustin Ier est déposé, il est chargé de la rédaction de son acte d'abdication et banni en même temps que l'empereur est déchu. Le 20 janvier 1859, ses biens sont mis sous séquestre, puis saisis. 
Jean-Pierre Damien Delva s'est constitué la plus grande fortune d'Haïti pendant l'Empire, il avait eu la prévoyance de placer en Europe la majorité de celle-ci.